# 内孢毛菌科
内孢毛菌科（学名：Asellariaceae）为内孢毛菌目的一个科。此科的模式属为内孢毛菌属(Asellaria)。

## 下级分类
- 内孢毛菌属 Asellaria
- Baltomyces
- Orchesellaria